# Richard B. Stone
Richard B. Stone (Brooklyn, 1928. szeptember 22. – Rockville, 2019. július 28.) az Amerikai Egyesült Államok szenátora (Florida, 1975–1980).